# Daniel Ducarme
Daniel Ducarme (Lieja, 8 de marzo de 1954 – 28 de agosto de 2010) fue un político belga, que llegó a ocupar el cargo de Ministro Presidente de la Región de Bruselas-Capital.

## Biografía
Comenzó su carrera en el Partido Reformista Liberal (PRL), Ducarme ocupó el cargo de alcalde de Thuin en Valonia de 1988 a 2000 y se convirtió en presidente del partido en 1999. En 2000 se trasladó a Schaerbeek en la Región de Bruselas-Capital y se presentó a las elecciones al ayuntamiento de Schaerbeek.
El PRL se fusionó con sus socios de centro-derecha para crear el Movimiento Reformista (MR) en 2002, que Ducarme dirigió como presidente. Ducarme manifestó su apoyo al Rattachismo.
En 2003 reemplazó a François-Xavier de Donnéa como Ministro-Presidente de la Región de Bruselas-Capital, provocando un considerable resentimiento entre los partidos que representaban a la comunidad de habla flamenca, ya que era esencialmente un monóglota, a diferencia de sus predecesores como Ministro-Presidente.
Ducarme renunció al cargo en 2004 después de las acusaciones que le publicó el diario L'Avenir sobre un caso de impuestos. Afirmó que su estado fiscal estaba bien y que había sido "apuñalado por la espalda" por un miembro de su propio partido. Fue reemplazado como Ministro-Presidente de Jacques Simonet y como presidente del Movimiento Reformista por Didier Reynders.
En 2006, Ducarme intentó volver a la política, intentando entrar en la lista de Schaerbeek en las elecciones de octubre de 2006, pero el partido le excluyó. Como compensación, fue nombrado por Reynders para representar al MR como embajador itinerante en el extranjero. Ducarme murió de cáncer el 28 de agosto de 2010.